# Stora Segelsören
Stora Segelsören är en ö i Finland.   Den ligger i den ekonomiska regionen  Vasa  och landskapet Österbotten, i den västra delen av landet, 400 km nordväst om huvudstaden Helsingfors.
En spång förbinder Stora Segelsören med Dalis Segelsören och vidare till Slåttskäret.